# Dorret Boomsma
Dorret Boomsma (née le 8 novembre 1957 à Huizen, Pays-Bas) est une biopsychologue néerlandaise spécialisée en génétique et dans l'étude de jumeaux.

## Travaux
Elle a construit une base de données de plus de 75 000 jumeaux et des membres de leur famille aux Pays-Bas, qui a été utilisée pour des dizaines d'études de jumeaux. Il s'agit d'un recueil de données écrites (p. ex., antécédents médicaux, tests de QI, IRM) et de matériel biologique (p. ex., échantillons d'ADN et d'ARN, échantillons de sang et d'urine) analysées afin de déterminer le rôle de la génétique dans des caractéristiques aussi variées que la taille adulte, le volume cérébral, l'intelligence, les migraines, l'anxiété, la toxicomanie ou l'« amour du café ».

## Prix scientifiques
Elle a reçu plusieurs prix pour ses recherches. Parmi eux, il faut noter :
- le prix Spinoza en 2001 ;
- le prix Theodosius Dobzhansky en 2013[2].